# كروسندرة شوكية
كروسندرة شوكية (الاسم العلمي:Crossandra spinosa) هي نوع من النباتات تتبع جنس الكروسندرة من الفصيلة الأقنتية.